# Золотые горки
 Золотые горки — древнее городище в Ростовской области восточнее города Новочеркасска.

## История
Городище расположено восточнее города Новочеркасска около балки Камышная, на возвышенности, между станицами Бессергеневская и Мелиховская, в пойме реки Аксай (правый рукав Дона), на её правом берегу.
Время существования  городища — около VIII— XI века, времени средневекового Хазарского каганата.
Хазарское городище было обнаружено в 1986 году экспедицией Новочеркасского музея истории донского казачества при раскопках на крутом холме около балки Камышная.
С 2002 года и по настоящее время в городище осуществляются археологические раскопки. Раскопки проводятся международной экспедицией учеными России, США, Великобритании, Польши под управлением В. В. Ключникова (Ростовский государственный университет).
В археологических раскопках найдены фрагменты керамики с элементами, свойственными для болгарской салтово-маяцкой культуре, фрагменты керамики, созданной в аланских традициях. Среди найденных артефактов — фрагменты северо-причерноморских амфор, пифосов, глиняная печь для лепёшек, деталь конины (блок чумбура), несколько медных монет, бисер.
При раскопках в городище также найдены куски стен, сделанных из камня, множество частей керамической утвари, сделанной на гончарном круге, среди которой амфоры из красной и серой глины. Жилые строения предположительно делались из сырца, цоколи домов выкладывались камнем, о чем говорят груды жёлто-серого грунта у стен.
В городище также обнаружены захоронения мужчин, в том числе татаро-монгольского периода. В 2004 году в городище раскопан двор, выложенный камнем, захоронение женщины с ребёнком.